# 정강의 변

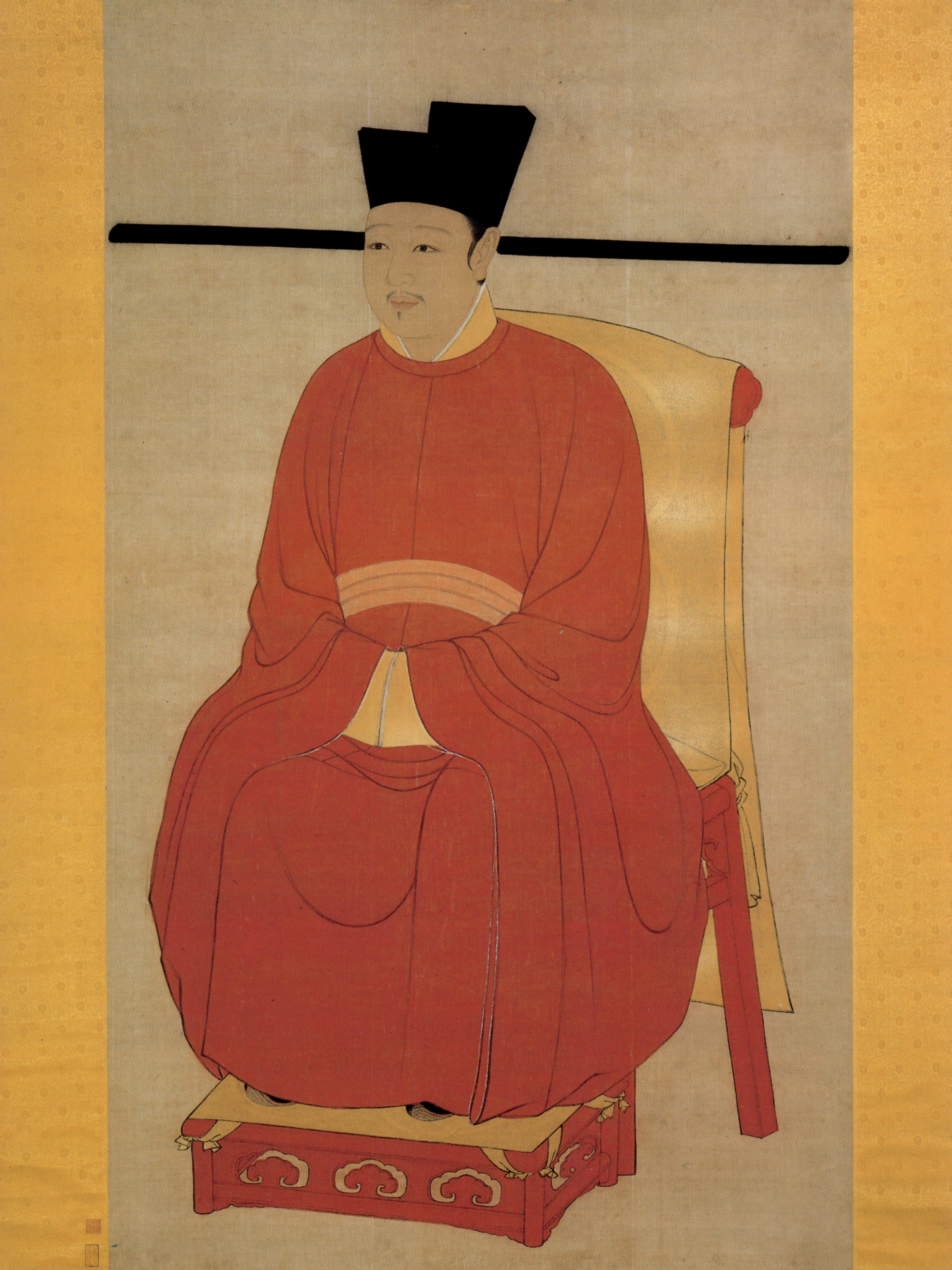
송 휘종

정강의 변(靖康之變)은 정강(靖康) 원년 1126년 북송이 금나라의 대대적인 남침으로 정치적 중심지였던 중원과 화북을 상실하고 강남으로 천도한 사건을 말한다. 정강(靖康)은 당시 북송의 연호였다.
금나라군의 의해 황제 휘종과 흠종, 황후와 모친들 그리고 후궁들은 모두 포로가 되어 압송되어 굴욕을 당했다.

## 배경
송나라는 국내의 무인 세력을 억제하기 위해 문치정책을 썼는데, 이것 때문에 요나라와 서하의 침입에 대항하지 못해 조공이나 다름없는 은이나 비단을 매년 수차례 보내 침입을 방어하였다. 그 때문에 송나라의 재정은 나날이 갈수록 피폐해지고, 그 타개책으로 왕안석의 개혁을 통해 수많은 개혁정치를 실행하였지만, 보수파 관료들의 반발에 부딪혀 투쟁이 격화되고, 피폐한 농민들에 의해 방랍의 난 같은 농민의 반란이 잇달았다.

### 휘종의 실정
특히, 제8대 황제 휘종은 정치를 신하들에게 맡기고 서화나 골동품에 심취하였고, 미녀에 빠지는 등 "풍류천자"라고 불리는 생활을 하여 국고를 탕진하였다. 정치를 맡게 된 신하 채경은 권력을 휘둘러 당시 권력층과 흠종을 만족시키는 일에만 힘을 쏟아 당시 정치와 경제 재정상태는 빈사 직전이 되었다.

### 방랍의 난
휘종은 쑤저우의 태호석 등을 개봉까지 운반하는 데 수십만 백성을 동원하였고, 너무 가혹하고 피폐해진 백성들은 이를 참지 못해 들고 일어났는데 이것이 방랍의 난이다. 송나라는 방랍의 난을 진압하는데 엄청난 소모를 보였고, 군사력과 국력을 탕진하였다. 당시 방랍의 반란군 10만을 제압하기 위해 요나라 군대에 대응하기 위해 준비하였던 15만의 병력을 동원했으며, 진압과정에서 죽인 백성도 300만에 달하였을 정도였다.

### 금나라의 성립
오늘날 만주 동부에 있는 퉁구스 계로 반농반렵 생활을 하던 여진족은 처음에 요의 지배하에 있었지만, 1115년 족장 아골타에 의해 독립을 하면서 금나라를 건국하였다. 이것을 안 휘종은 종래 요나라에게 주고 있던 세금을 금나라에게 보내고, 양국이 요나라를 협공할 것을 제안한다. 금은 이 제안을 받아들여 대군으로 요나라를 공격하고 타격을 입히는 데 성공한다. 그러나 송군의 전과는 미미하였다. 워낙 평화에 젖은 군대는 약체였고, 송나라 스스로 이이제이를 생각했기 때문에 적극적인 공격을 펼치지는 않았던 것이다.
그러나 금나라가 이에 격분하여 항의를 하자 송은 공물을 대폭 인상하여 바치겠다는 약속을 함으로써 무마를 시키는 데 성공한다. 1125년 금나라는 마침내 송나라와 동맹을 맺어 요나라를 멸망시키게 된다.

## 금나라,송나라를 치다
그 후 요나라와의 전쟁 상황만 주시하던 송은 약속한 공물을 주지 않았고, 금의 정치 내분을 조장하여 견제하려고 시도한다. 이에 금나라 군대는 남하하여 수도 카이펑을 공격한다. 휘종은 제위를 아들인 흠종에게 물려주고 사태의 책임이나 처리를 떠넘긴다. 휘종은 수도를 포위한 금군과 협상하는데, 영토 할양과 배상금 지급 등 굴욕적인 강화를 맺는다. 그러나, 한세충을 비롯한 주전파는 그 강화에 반발하였고, 끝내 강화 약속은 지키지 않았다. 금나라는 다시 총공격을 시작한다. 40일간 치열한 공방전 끝에 1126년 11월 수도 카이펑이 함락되고 만다. 그 해가 정강 원년이었다.

## 결과
금나라는 흠종과 휘종 이하 왕족과 관료 수천 명을 포로로 잡아 만주로 연행했다. 금나라는 도교에 심취해 국정을 소홀히 한 휘종에게 정신이 혼미하다는 의미로 혼덕공(昏德公), 흠종에게 중혼후(重昏候)라는 모멸적인 칭호를 붙였다. 그들은 비참한 포로생활을 했고, 대부분 그곳에서 남은 생을 마친다. 또한 황족 여성들은 금나라 황족이나 고위 귀족의 첩이 되었다.
이후 남송의 재상이 된 진회도 이때 같이 끌려갔다가 극적으로 탈출하게 되는데, 외교의 중요성과 대책없는 주전론을 경계하는 평생의 계기가 된다.
이렇게 송은 멸망했지만, 당시 수도인 개봉부에 있지 않던 휘종의 아홉번째 아들이자 흠종의 동생인 조구가 강남의 임안(현재의 항저우)으로 가서 남송을 세우고 고종으로 즉위한다.
이후 남송의 고종은 금나라와의 협상을 통해 생모와 휘종의 유해를 돌려받는 데 성공하지만, 고종이 이미 황제의 자리에 올라있던 터라 고종의 형인 흠종은 포로 송환 대상에서 제외되어 쓸쓸하게 만주 땅에서 죽어간다.
남송은 풍부한 강남의 경제력에 의해 1세기를 더 버티지만, 결국 금나라나 송나라 모두 몽골 제국에 의해 멸망하고 만다.

## 같이 보기
- 방랍의 난
- 수호전

## 관련 인물
- 휘종
- 한세충
- 개혁가: 범중엄 - 왕안석